# Kurt Moeschter
Kurt Moeschter (født 28. marts 1903, død 26. juni 1959) var en tysk roer og olympisk guldvinder.
Moeschter, der stillede op for Ruderverein Hellas i Berlin, roede toer uden styrmand sammen med Bruno Müller, og duoen vandt det tyske mesterskab tre år i træk fra 1927. De var desuden begge med i en firer uden styrmand, der blev nummer tre ved det tyske mesterskab i 1927 og nummer et året efter.
Ved OL 1928 i Amsterdam stillede han og Müller op i toeren, og de vandt først deres indledende heat, hvorpå de i semifinalen besejrede John Schmitt og Paul McDowell i semifinalen. I finalen vandt tyskerne guld foran briterne Terence O'Brien og Robert Nisbet, der fik sølv, mens det amerikanske par tog bronzemedaljerne.
I sit civile liv var Moeschter kontorist. Efter anden verdenskrig arbejdede han som rotræner.

## OL-medaljer
- 1928:  Guld i toer uden styrmand